# نقذ (دهستان)
نقذ به عربی ( النقذ )، دهستانی است در عزلهٔ (خمس غزل)، در ناحیهٔ (وصاب العالی)، از توابع استان اَبیَن در کشور یمن در شبه جزیره عربستان.

## جمعیت
جمعیت آن ۳۲۳۵ نفر (۲۰ خانوار) می‌باشد.

## روستاها
روستاهای توابع این دهستان به شرح زیر است:
- روستای أثلوث
- روستای الشوکاء
- روستای بَنی ربیعة